# Amata subtenuis
Amata subtenuis är en fjärilsart som beskrevs av Obraztsov 1954. Amata subtenuis ingår i släktet Amata och familjen björnspinnare. Inga underarter finns listade i Catalogue of Life.